# XDE
Pour les articles homonymes, voir XDE (homonymie).
La technique XDE - eXtended Detail Enhancement, élaborée par Toshiba et présentée en juillet 2008, associée au processeur Cell, permet une amélioration de la qualité de l'image lors de la lecture de DVD en offrant un upscaling de 480p à 10800p avec interpolation, la netteté de l'image en serait grandement améliorée, se concentrant sur 3 critères : optimisations des détails, de la couleur et du contraste.
XDE est un pari commercial de Toshiba qui mise sur la pérennité du support DVD face au Blu-Ray, unique représentant du format HD sur le marché, depuis l'abandon du HD DVD en février 2008, et qui peine à séduire. 
La première platine DVD commercialisée à disposer du XDE est la Toshiba XD-E500, mais la technique sera également incorporée aux produits d'autres fabricants.